# Outback Bowl 2022
Match précédent Match suivant
L'Outback Bowl 2022 est un match de football américain de niveau universitaire joué après la saison régulière de 2021, le 1er janvier 2022 au Raymond James Stadium situé à Tampa dans l'État de Floride aux États-Unis. 
Il s'agit de la 36e édition du Outback Bowl.
Le match met en présence l'équipe des Nittany Lions de Penn State issue de la Big Ten Conference et l'équipe des Razorbacks de l'Arkansas issue de la Southeastern Conference.
Il débute à midi locales (18h00 en France) et est retransmis à la télévision par ESPN2.
Arkansas gagne le match sur le score de 24 à 10.

## Présentation du match
Il s'agit de la première rencontre entre les deux équipes
| Équipes                                                                                              | Conférences | Entraîneurs                     | Stats. saison rég. | Classements avant le bowl | Classements avant le bowl | Classements avant le bowl |
| --- | ----------- | ------------------------------- | ------------------ | ------------------------- | ------------------------- | ------------------------- |
| Équipes                                                                                              | Conférences | Entraîneurs                     | Stats. saison rég. | CFP                       | AP                        | Coaches                   |
| Nittany Lions de Penn State                                                                          | B10         | James Franklin (en) (8e saison) | 7-5                | NC                        | NC                        | NC                        |
| Razorbacks de l'Arkansas                                                                             | SEC         | Sam Pittman (en) (2e saison)    | 8-4                | no 21                     | no 22                     | no 24                     |
| - Arbitre : Tuta Salaam (Big 12) ; - Équipe donnée favorite par les bookmakers : Penn State par 2½ . |             |                                 |                    |                           |                           |                           |

### Nittany Lions de Penn State
Avec un bilan global en saison régulière de 7 victoires et 5 défaites (4-5 en matchs de conférence), Penn State est éligible et accepte l'invitation pour participer au Outback Bowl de 2022.
Ils terminent 4e de la Division Est de la Big Ten Conference derrière ? et ?.
À l'issue de la saison 2021, ils n'apparaissent pas dans les classements CFP, AP et Coaches.
Il s'agit de leur 5e participation à l'Outback Bowl (3-1) :
| Saisons | Dates            | Vainqueurs     | Scores  | Finalistes    | Bilan |
| ------- | ---------------- | -------------- | ------- | ------------- | ----- |
| 2010    | 1er janvier 2011 | Florida        | 37 - 24 | Penn State    | 3 - 1 |
| 2006    | 1er janvier 2007 | Penn State     | 20 - 10 | #17 Tennessee | 3 - 0 |
| 1998    | 1er janvier 1999 | #22 Penn State | 26 - 14 | Kentucky      | 2 - 0 |
| 1995    | 1er janvier 1996 | #15 Penn State | 43 - 14 | #16 Auburn    | 1 - 0 |

| Logo     | Postes                                     | Joueurs                                         | Statistiques                                                      |
| -------- | ------------------------------------------ | ----------------------------------------------- | ----------------------------------------------------------------- |
|          | Quarterback                                | Sean Clifford                                   | 247/396 passes réussies pour 2 912 yards, 20 TDs, 6 interceptions |
| Coureur  | Keyvone Lee                                | 104 courses pour 495 yards nets gagnés et 2 TDs |                                                                   |
| Receveur | Jahan Dotson                               | 91 réceptions pour 1 182 yards et 12 TDs        |                                                                   |
| Roster   | Liste 2021 des Nittany Lions de Penn State | Liste 2021 des Nittany Lions de Penn State      |                                                                   |

### Razorbacks de l'Arkansas
Avec un bilan global en saison régulière de 8 victoires et 4 défaites (4-4 en matchs de conférence), Arkansas est éligible et accepte l'invitation pour participer au Outback Bowl de 2022.
Ils terminent 3e de la Division Ouest de la Southeastern Conference derrière #1 Alabama et #8 Ole Miss.
À l'issue de la saison 2021 (bowl non compris), ils seront désignés #21 au classement CFP, #22 au classement AP et #24 au classement Coaches.
Il s'agit de leur première apparition à l'Outback Bowl.
| Logo     | Postes                                  | Joueurs                                         | Statistiques                                                      |
| -------- | --------------------------------------- | ----------------------------------------------- | ----------------------------------------------------------------- |
|          | Quarterback                             | K.J. Jefferson                                  | 184/275 passes réussies pour 2 578 yards, 21 TDs, 3 interceptions |
| Coureur  | Trelon Smith                            | 117 courses pour 592 yards nets gagnés et 5 TDs |                                                                   |
| Receveur | Treylon Burks                           | 66 réceptions pour 1 104 yards et 11 TDs        |                                                                   |
| Roster   | Liste 2021 des Razorbacks de l'Arkansas | Liste 2021 des Razorbacks de l'Arkansas         |                                                                   |

## Résumé du match
Début du match à  12 h 05 locales, fin à  15 h 53 locales pour une durée totale de jeu de 03 h 47 min. Ensoleillé.
| QT            | Temps         | Drive         | Drive         | Drive         | Équipe        | Description de l'action                                                                                               | Score | Score |
| ------------- | ------------- | ------------- | ------------- | ------------- | ------------- | --- | ----- | ----- |
| QT            | Temps         | Jeux          | Yards         | TDP           | Équipe        | Description de l'action                                                                                               | PSU   | ARK   |
| 1             | 00:00         | 12            | 61            | 05:42         | ARK           | TD à la suite d'une course du RB Raheim Sanders + 1 pt de conversion par le K Cam Little                              | 0     | 7     |
|               |               |               |               |               |               | |       |       |
| 2             | 10:53         | 1             | 42            | 00:07         | PENN          | TD de 42 yards par le WR KeAndre Lambert-Smith (passe du QB Sean Clifford) + 1 pt de conversion par le K Jake Pinegar | 7     | 7     |
| 2             | 05:19         | 7             | 61            | 02:40         | PENN          | FG de 33 yards par le K Jake Pinegar                                                                                  | 10    | 7     |
|               |               |               |               |               |               | |       |       |
| 3             | 12:42         | 7             | 75            | 02:18         | ARK           | TD à la suite d'une course de 8 yards par le QB K.J. Jefferson + 1 pt de conversion par le K Cam Little               | 10    | 14    |
| 3             | 06:29         | 10            | 45            | 04:32         | ARK           | FG de 36 yards par le K Cam Little                                                                                    | 10    | 17    |
| 3             | 02:08         | 4             | 79            | 01:38         | ARK           | TD à la suite d'une course de 1 yard par le RB Raheim Sanders + 1 pt de conversion par le K Cam Little                | 10    | 24    |
|               |               |               |               |               |               | |       |       |
| Score final : | Score final : | Score final : | Score final : | Score final : | Score final : | Score final : | 10    | 24    |

## Statistiques
| Nom          | Poste | Équipe   |
| ------------ | ----- | -------- |
| KJ Jefferson | QB    | Arkansas |

| Statistiques                           | Nittany Lions de Penn State                             | Razorbacks de l'Arkansas                                |
| -------------------------------------- | ------------------------------------------------------- | ------------------------------------------------------- |
| 1er down                               | 17                                                      | 25                                                      |
| 1er down à la course                   | 8                                                       | 21                                                      |
| 1er down à la passe                    | 8                                                       | 3                                                       |
| 1er down suite pénalité                | 1                                                       | 1                                                       |
| Conversion de 3e down                  | 6/15                                                    | 4/14                                                    |
| Conversion de 4e down                  | 1/2                                                     | 3/3                                                     |
| Jeux–yards                             | 63 jeux pour 323 yards                                  | 78 jeux pour 451 yards                                  |
| Yards à la course                      | 28 courses pour 125 yards (moyenne de 4,5 yards/course) | 58 courses pour 361 yards (moyenne de 6,2 yards/course) |
| Yards à la passe                       | 198                                                     | 90                                                      |
| Passes : Réussies-Tentées-Interceptées | 15/35 passes complétées, 2 interceptions                | 14/20 passes complétées, 2 interceptions                |
| Réussite en zone rouge/chances         | 1/3                                                     | 4/6                                                     |
| TD                                     |                                                         |                                                         |
| Field Goals                            | 1/2                                                     | 1/1                                                     |
| Sacks (Nombre-Yards)                   | 5 sacks réussis pour 24 yards adverses perdus           | 1 sack réussi pour 10 yards adverses perdus             |
| Fumbles (Nombre/Perdus)                | 1/0                                                     | 1/0                                                     |
| Pénalités (Nombre/Yards perdus)        | 3 pour 10 yards perdus                                  | 6 pour 40 yards perdus                                  |
| Temps de possession                    | 23:47                                                   | 37:13                                                   |

| Nittany Lions de Penn State |                     |                                                                                                |
| Quarterbacks                | Clifford, Sean      | 14/32 passes complétées, 195 yards, 2 interceptions, 1 TD, 1 sack subi, évaluation QB de 92,8  |
| Quarterbacks                | Veilleux, Christian | 1/2 passes complétées, 3 yards, 0 interception, 0 TD, 1 sack subi, évaluation QB de 62,6       |
| Quarterbacks                | Stout, Jordan       | 0/1 passes complétées, 0 yard, 0 interception, 0 TD, 0 sack subi, évaluation QB de 0           |
| Meilleur coureur            | Clifford, Sean      | 11 courses pour 47 yards nets gagnés, 0 TD, moyenne de 4,3 yards/course                        |
| Meilleur receveur           | Washington, Parker  | 7 réceptions pour 98 yards gagnés, 0 TD                                                        |
| Meilleurs défenseurs        | Jacobs, Curtis      | 10 tacles dont 8 en solo, 1 TFL (0 yard), 1 sack (0 yard)                                      |
| Meilleurs défenseurs        | Luketa, Jesse       | 9 tacles dont 4 en solo, 1 TFL (1 yard), 1 sack (3 yards)                                      |
| Meilleurs défenseurs        | Tarburton, Nick     | 7 tacles dont 3 en solo, 2 TFL (14 yards), 1 sack (7 yards)                                    |
| Razorbacks de l'Arkansas    |                     |                                                                                                |
| Quarterbacks                | Jefferson, K.J.     | 14/19 passes complétées, 90 yards, 1 interception, 0 TD, 5 sacks subis, évaluation QB de 102,9 |
| Quarterbacks                | Thompson, Warren    | 0/1 passes complétées, 0 yard, 1 interception, 0 TD, 0 sack subi, évaluation QB de -200        |
| Meilleurs coureurs          | Jefferson, K.J.     | 20 courses pour 110 yards nets gagnés, 1 TD, moyenne de 5,5 yards/course                       |
| Meilleurs coureurs          | Johnson, Dominique  | 11 courses pour 85 yards nets gagnés, 0 TD, moyenne de 7,7 yards/course                        |
| Meilleurs coureurs          | Sanders, Raheim     | 13 courses pour 79 yards nets gagnés, 2 TDs, moyenne de 6,1 yards/course                       |
| Meilleur receveur           | Warren, De'Vion     | 3 réceptions pour 33 yards gagnés, 0 TD                                                        |
| Meilleur défenseur          | Foucha, Joe         | 6 tacles dont 5 en solo, 1 interception, 1 TFL (10 yards), 1 sack (10 yards)                   |